# Abora (Expeditionen)

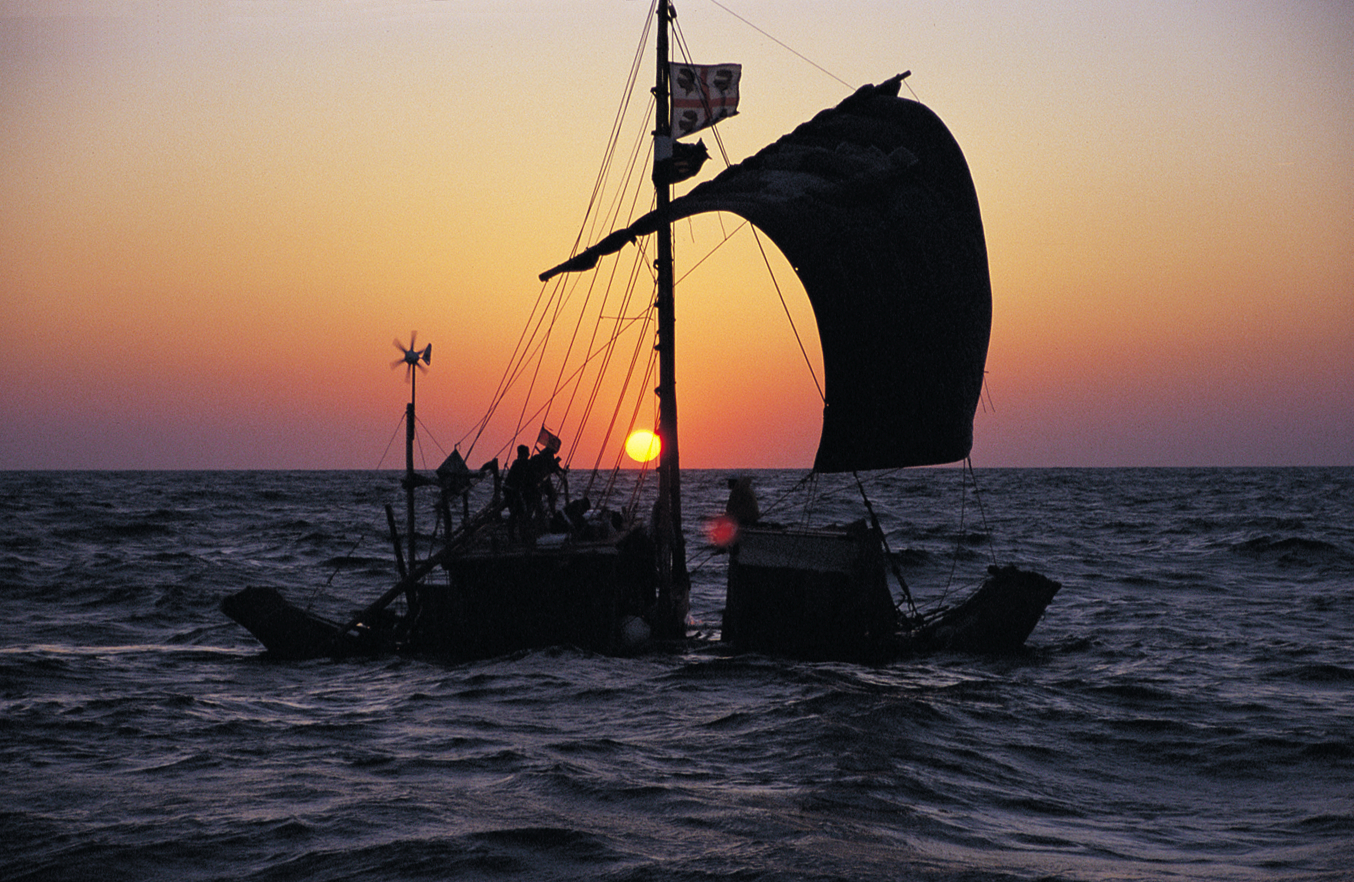
Abora I bei Sonnenuntergang auf dem Mittelmeer

Abora (nach der kanarischen Gottheit Abora) ist der Name von vier Schilfbooten, mit denen der deutsche Forscher und Abenteurer Dominique Görlitz zwischen 1999 und 2019 Expeditionen im Mittelmeer und im Nordatlantik durchführte. Bei Schilfbooten handelt es sich technisch um Flöße, sie besitzen somit den Vorteil der Unsinkbarkeit. Die Hauptthese der Abora-Expeditionen besteht darin, dass mit Rahseglern aus Schilf auch komplexe Segelmanöver durchführbar sind: Sie konnten auch am Wind und unter günstigen Bedingungen sogar gegen den Wind segeln (kreuzen). Damit wäre es bereits in der Jungsteinzeit möglich gewesen, mit einfachen Mitteln hochseetüchtige Schilfboote nicht nur zu bauen, sondern damit auch Handelsfahrten zu unternehmen, Im letzten Punkt ging Görlitz damit über die Experimente von Thor Heyerdahl hinaus, welcher mit derartigen Flößen Langstrecken-Drifts unternahm, sich dabei aber im Wesentlichen nur mit der Strömung und dem vorherrschenden Wind vorwärts bewegen konnte.

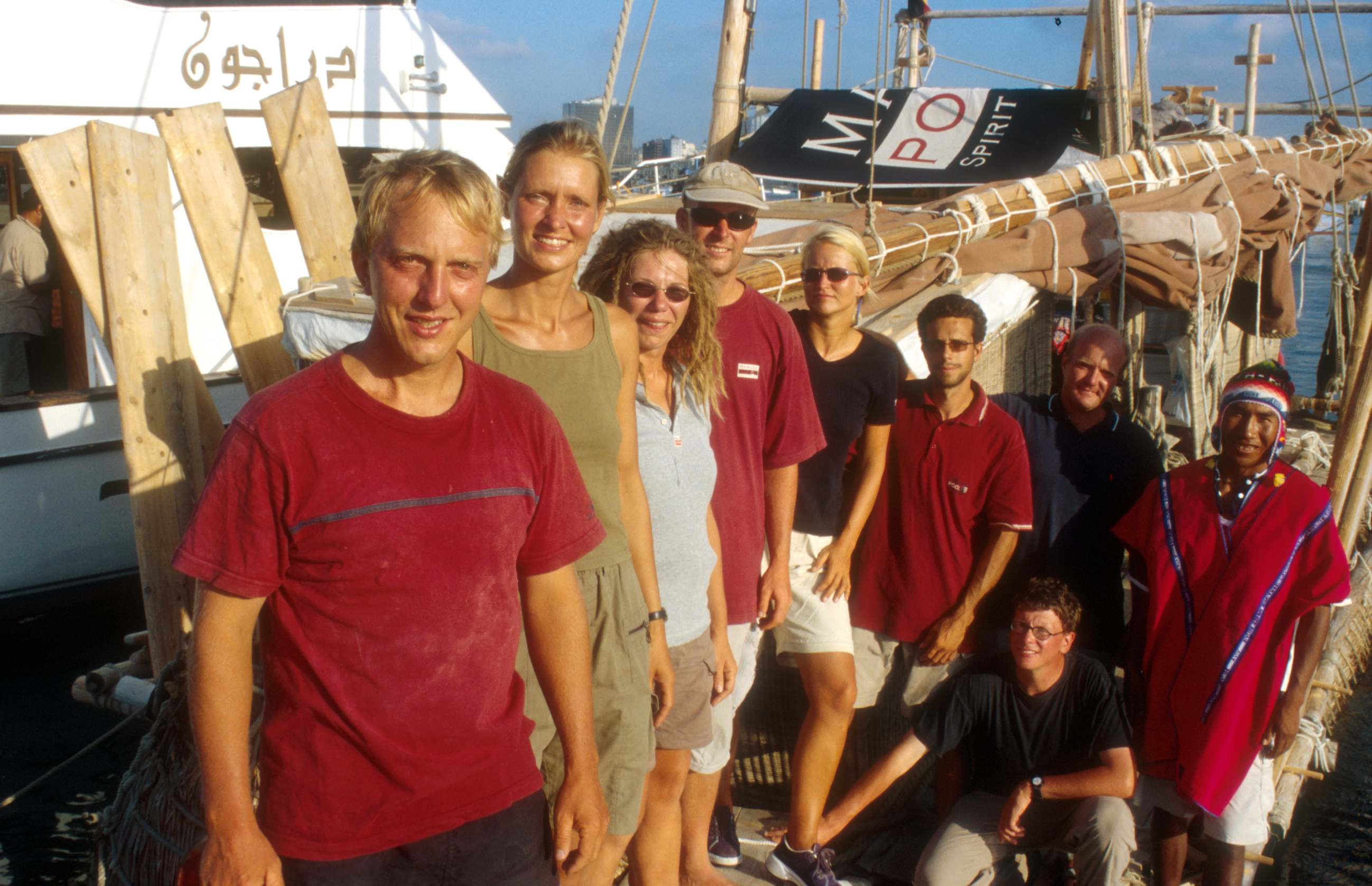
Die Crew der Abora II im Jahr 2002

Segeln am oder gar gegen den Wind erfordert den Aufbau eines Unterwasser-Widerstands gegen die Abdrift. Bei Segelbooten übernimmt normalerweise der Kiel die Funktion. Schilfboote besitzen jedoch keinen Kiel. Bei der Abora übernahmen stattdessen die Seitenschwerter diese Funktion. Hierbei handelt es sich um Holzplanken, die beiderseits des Rumpfes nahe Bug und Heck angebracht wurden und je nach Bedarf für das spezifische Segelmanöver in einer bestimmten Konfiguration entweder gesteckt oder gezogen wurden („gesteckt“ bedeutet dabei, dass die Schwerter senkrecht ins Wasser eingelassen wurden und somit einen Unterwasser-Widerstand gegen die Abdrift bilden, „gezogen“ bedeutet, dass sie aus dem Wasser herausgezogen wurden). Dominique Görlitz erkennt in den Darstellungen auf Felsbildern aus verschiedenen Regionen Hinweise für die Nutzung derartiger Seitenschwerter, besonders in den Felsbildern der Negade-Kultur (3900–3100 v. Chr.) in Oberägypten.
Die Abora I entstand als Schulprojekt in Deutschland unter Nutzung von in Deutschland wachsendem Chinaschilf (Miscanthus). Alle folgenden Boote wurden bei Bootsbauern aus dem Volk der Aymara am Titicaca-See in Bolivien in Auftrag gegeben; Dieselben Bootsbauer arbeiteten schon für Thor Heyerdahl. Als Material wurde nun das sehr haltbare und zu diesem Zweck daher wesentlich besser geeignete Totora-Schilf genutzt.

## Boote

### Vorgänger und Testboote: Dilmun

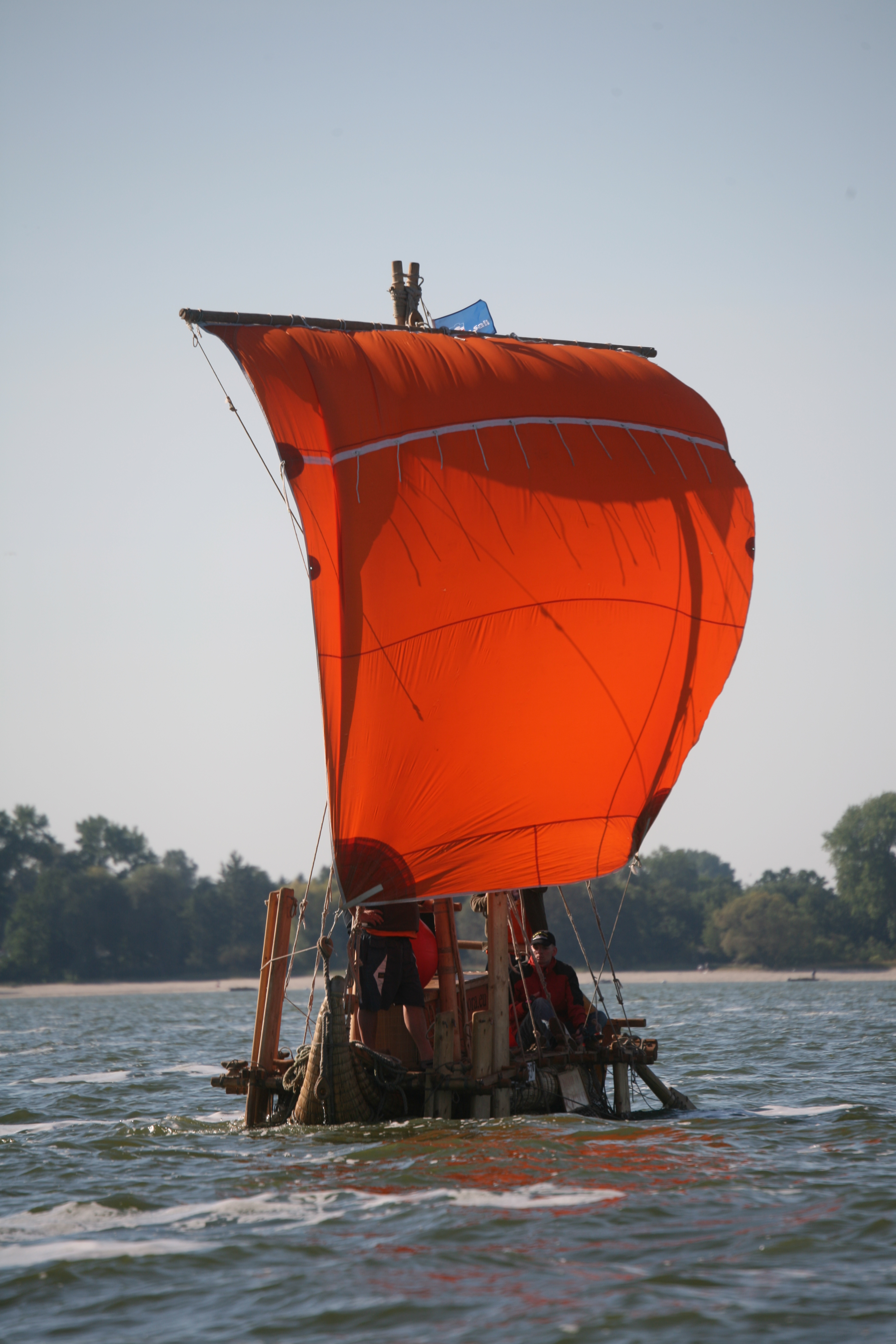
Das Experimental-Boot Dilmun S

Bei den Booten Dilmun I-III handelte es sich um einfache kleinere Schilfboote, mit denen Dominique Görlitz die Seitenschwerter-Technik erstmals testete. Diese Boote verfügten über keine Kajüten und konnten somit nur für Tagesfahrten eingesetzt werden. Benannt wurden die Boote nach dem legendären Land Dilmun der sumerischen Mythologie.
Die Dilmun I war elf Meter lang und acht Tonnen schwer und wurde von Görlitz 1990 anlässlich des 20. Jubiläums der Atlantiküberquerung der RA II in Greifswald in der Ostsee zu Wasser gelassen. Die Manövrierfähigkeit war jedoch stark eingeschränkt. Als Dilmun II bezeichnete Görlitz ein etwa sechs Meter langes Schilffloß, das 1993 am Stausee Wangenheim (unweit von Gotha in Thüringen) mit Hilfe dieser beweglichen Seitenschwerter leicht unter 90° am Wind zu segeln war. Modifiziert und als Dilmun III bezeichnet, wurde sie 1994 während der Kieler Woche in der Kieler Förde gesegelt.
Die Tradition der Dilmun-Boote nahm Görlitz 15 bzw. 20 Jahre später erneut auf: die vom „Verein für Experimentelle Archäologie und Forschung Chemnitz e.V.“ betriebenen Boote  Dilmun IV und Dilmun S dienten bzw. dienen dazu, die Seitschwerttechnik in kleinem Maßstab auszuprobieren, die Crews für eventuelle Expeditionen mit größeren Schilfbooten zu trainieren, sowie als Demonstrations-Boote. Zu den Abora-Booten besteht ein Größenverhältnis von etwa 1:3. Die  Dilmun IV wurde genau wie die Abora-Boote in Bolivien gebaut und besteht aus demselben Material; sie wurde 2009 zunächst auf dem Stausee Wangenheim getestet und danach zu verschiedenen Gelegenheiten auf dem Bodensee und der Ostsee
eingesetzt. Dilmun S wurde als Langzeit-Projekt konzipiert: Der Rumpf der Dilmun S besteht aus Polystyrol (daher das S im Namen), ist aber aus optischen Gründen äußerlich mit Schilfmatten verkleidet. Die Dilmun S wird durch den Verein für regelmäßige Segelaktivitäten auf dem Geiseltalsee in Sachsen-Anhalt genutzt, kam aber auch schon andernorts zum Einsatz.

### Abora I
Die Abora, in Retrospektive Abora I genannt, entstand ab 1996. Dominique Görlitz war als Lehrer am Gymnasium „Am Breiten Teich“ in Borna (Sachsen) tätig. Im Rahmen von Jugend forscht arbeitete er gemeinsam mit Schülern dieser Schule an der Rekonstruktion vorzeitlicher Wasserfahrzeuge. Vorbereitende Arbeiten (besonders Schilfernte und Bündelung der Schilfrollen) erfolgten in Borna, die Endfertigung im Sommer 1998 in Alghero (Sardinien, Italien). 1999 erfolgte die Expedition von Alghero aus, welche ursprünglich das Ziel hatte, die Kanarischen Inseln zu erreichen. Dies stellte sich als zu ambitioniert heraus, die Fahrt endete in Piombino (Toskana, Italien).

### Abora II
Die Endfertigung erfolgte im Jahr 2002 in der ägyptischen Hafenstadt Alexandria, von hier segelte die Abora II im selben Jahr nach Beirut (Libanon), von dort nach Zypern und anschließend zurück nach Alexandria; die Abora II bildet damit die erste Schilfboot-Expedition der Neuzeit, die nach einem größeren Rundkurs zum Ausgangshafen zurückkehrte. Auf der Rückfahrt von Zypern ins ägyptische Alexandria erreichte der Rahsegler Kurse mit der Strömung bis 68° am wahren Wind.

### Abora III

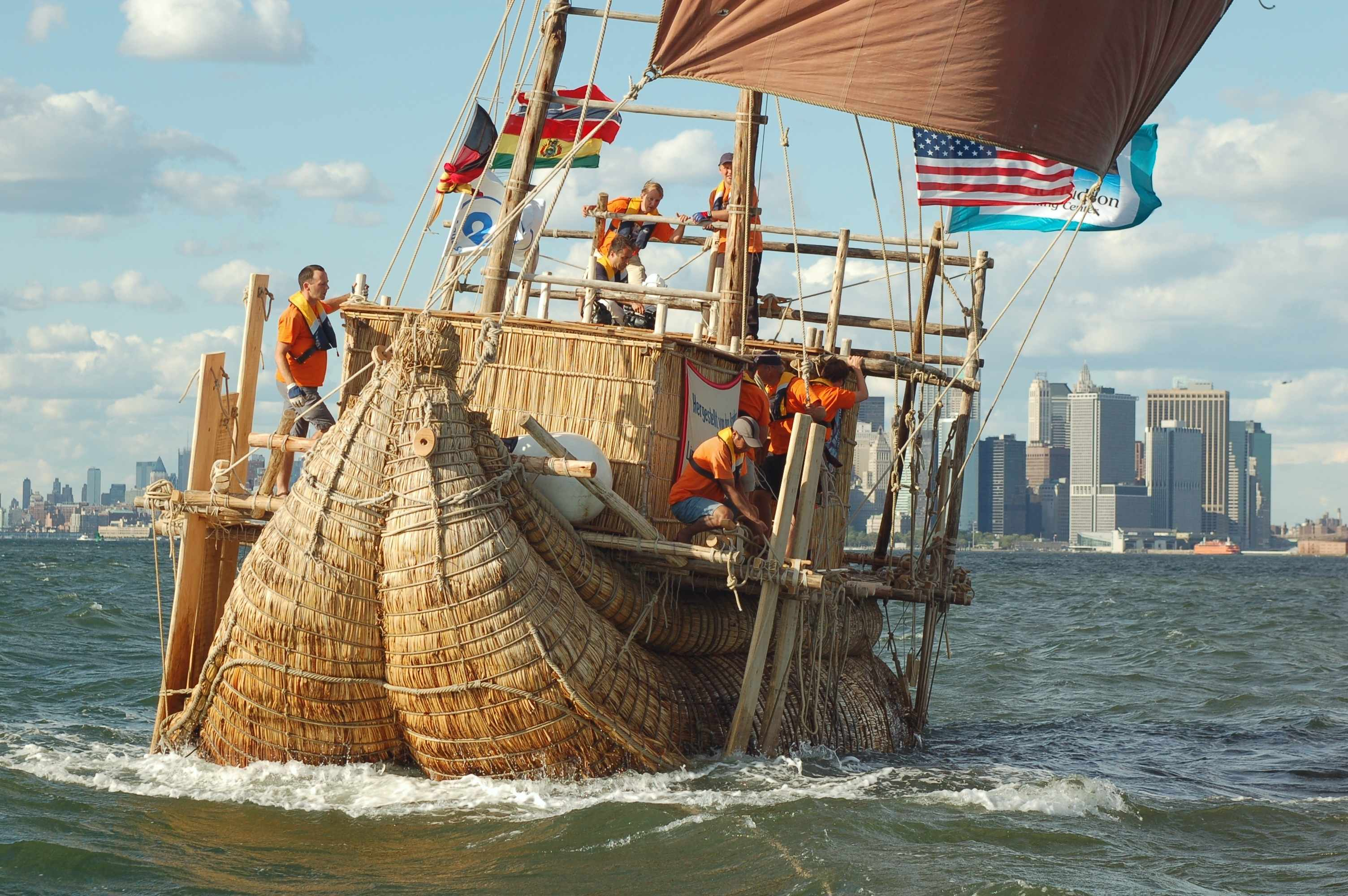
Der Aufbruch der Abora III im Juli 2007

Mit der Abora III unternahm Dominique Görlitz den Versuch der erstmaligen Überquerung des Atlantiks von West nach Ost mit einem Schilfboot. Görlitz betrachtet es als möglich, dass im Altertum derartige Fahrten tatsächlich stattfanden: Als Belege nennt Görlitz u. a. den Fund gehäckselter Tabakblätter in der Mumie von Ramses II. (1298–1213 v. Chr.) und von Resten mexikanischer Tabakkäfer in ägyptischen Gräbern, sowie von Kokain in ägyptischen Mumien. Sowohl die Tabakpflanze als auch der Cocastrauch sind nur in Amerika heimisch.
Im Vergleich zu einer Ost-West-Überquerung, die von Thor Heyerdahl mit dem kaum manövrierfähigen Schilfboot Ra II 1970 erfolgreich demonstriert wurde, ist eine West-Ost-Überquerung des Atlantiks wesentlich schwieriger. Diese muss weiter nördlich entlang des Golfstroms erfolgen. Dieser fließt jedoch nicht gleichmäßig, sondern bildet riesige Wasserwirbel. Des Weiteren wehen die Winde dort unbeständig aus allen Richtungen. Damit kann diese Überquerung nicht, wie im Fall der Ra II in Gegenrichtung, als praktisch reine Drift erfolgen, vielmehr muss das Schilfboot auch unter widrigen Umständen längere Strecken am Wind segelnd zurücklegen können.
Die Fertigung des Rumpf erfolgte auch hier in Bolivien (im Jahr 2006), die Endfertigung ein Jahr später in New York. Durch den Transport und die lange zwischenzeitliche Lagerung hatte der Rumpf Schäden erlitten. Dies und andere Probleme führten zu Kontroversen vor und während der Expedition. Mehrere Personen traten von der Teilnahme an der Expedition zurück, darunter der vorgesehene Skipper, der mit dem Hinweis auf schwerwiegende Sicherheitsmängel die Verantwortung für Schiff und Besatzung nicht übernehmen wollte. Auch der als Teilnehmer vorgesehene leitende Schiffbauer (ein Aymara-Indianer aus Bolivien) entschied sich gegen die Teilnahme, wobei hier konträre Aussagen vorliegen, ob dies ebenso aus Bedenken geschah oder vielmehr wegen eines fehlenden Einreisevisums für Spanien.
Am 11. Juli 2007 startete die Abora-III-Expedition in New York. Ein Eingangs unterstützendes Azorenhoch löste sich Anfang August vollständig auf, und die Crew war mit einem Sturmtief nach dem anderen konfrontiert. Zwei dieser Sturmtiefs erreichten Orkanstärke mit Windstärken bis zu 51 kn. Diese Schlechtwetterfronten setzten der Abora III zwar zu, führten jedoch noch nicht zu schweren Schäden. Allerdings brachen bereits beim ersten Sturm drei Seitenschwerter, dies geschah jedoch noch nahe genug zum amerikanischen Festland, so dass Ersatzschwerter nachgeliefert und ersetzt werden konnten. Mitte August, nach 500 km der insgesamt rund 6000 km, verzögerte eine Flaute die Fahrt. Ein drei Tage andauernder Orkan beschädigte dann am 27. August 2007 das Heck der Abora III derart, dass es vom Rumpf des Fahrzeugs abgetrennt werden musste. In einer viertägigen Umbauaktion reinstallierte die Crew das noch intakte Steuerruder und verschob den Mast weiter Richtung Bug (laut Görlitz’ Darstellung orientierten sich die Umbauten an Vorbildern aus der 5. Dynastie, in welchen die Boote genau wie nun die Abora-III kein gebogenes Heck besaßen. Die vorherige Konfiguration beruhte auf vordynastischen Darstellungen. D.h. der vordynastische Rahsegler wurde in einen altägyptischen Rahsegler umgewandelt). Die modifizierte Abora III konnte vorübergehend volles Segel setzen und sogar bis 90° an den Wind segeln. Am 4. September zog dann der nächste Sturm mit Windstärke 10 sowohl die Abora-III als auch ein von den Azoren angefordertes Begleitschiff stark in Mitleidenschaft. Deshalb brach die Crew am 5. September 2007 das Experiment etwa 900 Kilometer vor den Azoren ab, die 11-köpfige Besatzung und wechselte auf das Begleitschiff. Das Schilfboot wurde nach Zerschneiden der Schnüre der See überlassen. Eine vor der Evakuierung des Bootes ins Wasser geworfene Flaschenpost wurde im Oktober 2010 auf den Bahamas wiedergefunden. Dies zeigt, dass eine West-Ost-Überquerung des Atlantiks eine intakte Segelfähigkeit des Bootes benötigt (im Gegensatz zur Gegenrichtung: Thor Heyerdahls Ra II wurde 1970 zwar auch schwer beschädigt, konnte aber noch mit dem Kanarenstrom nach Amerika driften).

### Abora IV
Die Arbeitshypothese der Abora IV bestand im Nachvollziehen möglicher Handelskontakte zwischen dem Schwarzen Meer und dem Mittelmeer. Bereits Herodot hatte in seinem Werk Historien (im 1. und 2. Buch) sehr frühe Handelskontakte der Ägypter bis in den Kaukasus an der östliche Schwarzmeerküste erwähnt, über welche insbesondere Metalle nach Ägypten importiert wurden. Laut Görlitz’ Vermutung wurden auch Zinn und Bernstein aus Mitteleuropa über den Balkan und schließlich über das Schwarze Meer und Mittelmeer nach Ägypten exportiert.

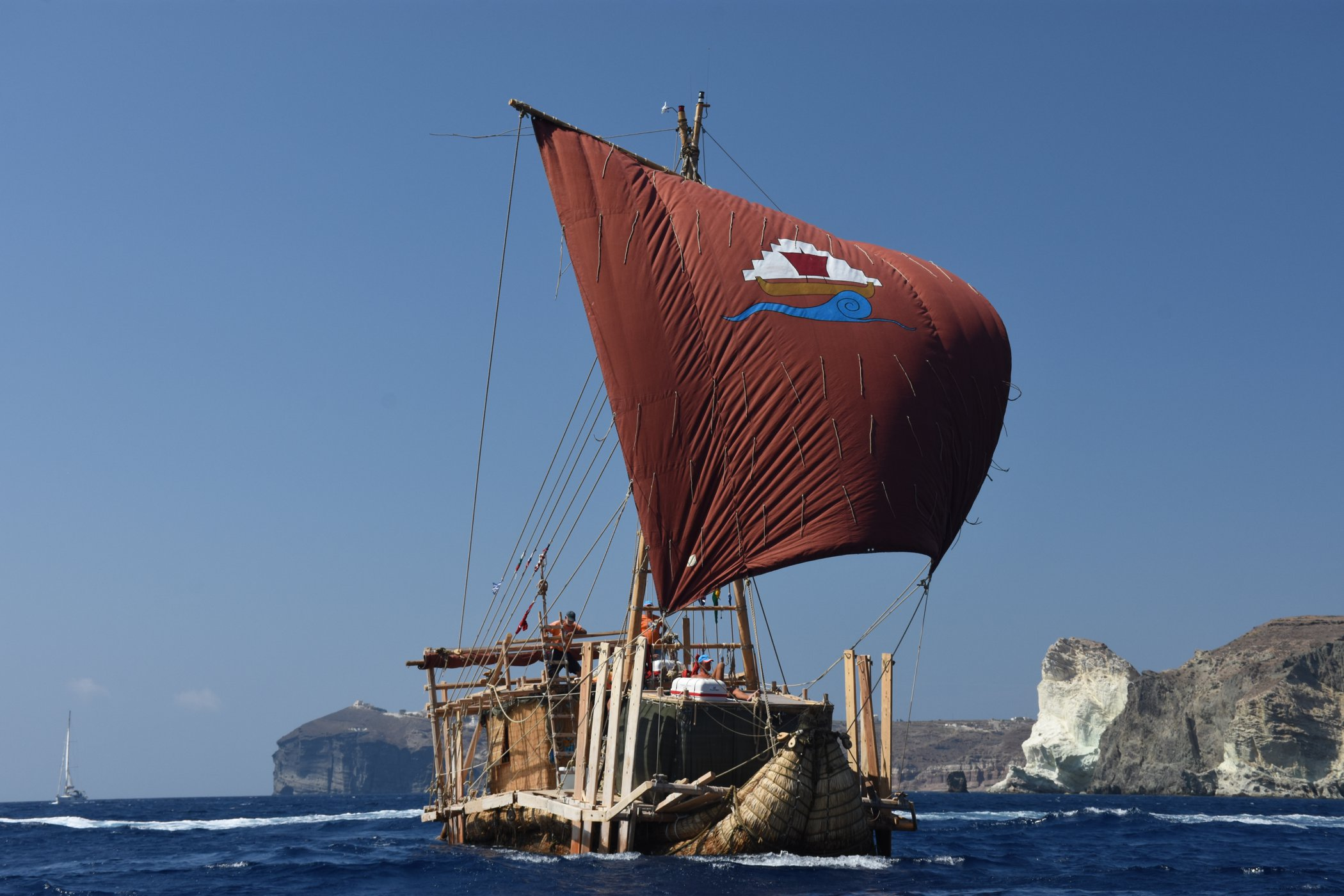
Abora IV in der Caldera von Santorin

Der Bootsbau erfolgte von Mai bis August 2019 in Beloslav nahe Varna in Bulgarien. Durch die verspätete Lieferung der vorgefertigten Schilf-Bündel aus Bolivien und aufgrund z. T. extrem schlechter Wetterlage in Bulgarien verzögerte sich der Stapellauf der Abora stark und der Start der Expedition konnte erst am 16. August erfolgen. Die Crew bestand beim Start in Varna aus 11 Männern und einer Frau, die sieben Nationalitäten repräsentierten – Russland, USA, Bulgarien, Niederlande, Norwegen, Türkei und Deutschland – und unter dem Motto 'Sailing for Peace!' in See stachen.
Die Abora IV durchfuhr den Bosporus und segelte in nur 34 Tagen durch die Dardanellen über Troja, Limnos und Santorin bis nach Kaş in der Türkei. Die beiden navigatorischen Höhepunkte waren die selbständige (d. h. ohne Unterstützung von Schleppbooten) Ein- und Ausfahrt in den bzw. aus dem prähistorischen Hafen von Poliochni auf Limnos sowie die eigenständige Befahrung der Caldera von Santorin. Während der Expedition erhielt Dominique Görlitz das Angebot des türkischen Kulturministerium in Ankara, das Schilfboot im Archäologie-Park Patara (nahe Antalya) als Dauerexponat auszustellen. Daraufhin änderte er das Reiseziel von Zypern nach Kaş an der Küste des alten Lykien, wo des Schilfboot am 19. September zum letzten Mal vor Anker ging. Es befindet sich nun als permanentes Ausstellungsobjekt in der Agora der antiken Stadt Patara (die Abora IV ist damit als einziges der Abora-Boote noch erhalten).
Die Ergebnisse der Fahrt wurden inzwischen in Buchform veröffentlicht.